# 22940 Чян
22940 Чян (22940 Chyan) — астероїд головного поясу, відкритий 10 жовтня 1999 року.
Тіссеранів параметр щодо Юпітера — 3,518.